# Масло как топливо

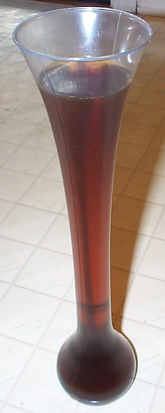
Отработанное растительное масло, которое было отфильтровано

Растительное масло является альтернативным топливом для дизельных двигателей и печей для топочного мазута. Для двигателей, предназначенных для сжигания дизельного топлива, вязкость масла должна быть снижена для обеспечения надлежащего распыления, поскольку в противном случае это приведет к неполному сгоранию углерода и в конечном счете приведет к повреждению двигателя. Растительные масла могут быть использованы (до 100 %) в качестве топлива для всех дизельных двигателей (который изначально был изобретен для этого вида топлива), с незначительными модификациями в области нагрева топлива или без модификации, смешивая с дизтопливом в 30 % всех транспортных средств, и до 50 % в зависимости от случая.
Необработанные масла, используются как топливо в мобильных или стационарных дизельных двигателях. Как биотопливо, растительные масла являются одним из типов возобновляемых источников энергии. Отличием необработанного масла в качестве топлива от биодизельного топлива состоит в том, что в последнем случае растительные жиры и масла были подвергнуты переэтерификации (обработаны метанолом). То есть, это, в одном случае, сырье, используемое в производстве биодизельного топлива, в другом — готовое горючее, в том числе и альтернатива биодизеля.

## История
Рудольф Дизель был отцом двигателя, носящего его имя. Его первые попытки сконструировать двигатель предназначались для работы на угольной пыли, но позже двигатель был разработан для работы на растительном масле. Он надеялся, что эта идея сделает его двигатели более привлекательными для фермеров, у которых есть доступный источник растительного топлива. В презентации 1912 года британцам в «Институте инженеров-механиков», привел ряд усилий в этой области и прокомментировал: «Тот факт, что масла из растительных жиров могут быть использованы сегодня, может показаться незначительным, но со временем эти масла, возможно, будут иметь такое же значение, как некоторые природные минеральные масла». есть сейчас".
Периодическая нехватка масла стимулировала исследования растительного масла в качестве заменителя дизельного топлива в 1930-х и 1940-х годах, а затем снова в 1970-х и начале 1980-х годов, когда чистое растительное масло вызывало наибольший научный интерес. В 1970-е годы также была создана первая коммерческая компания, позволившая потребителям использовать чистое растительное масло в своих автомобилях. Этой компанией была разработанная в Германии компания «Elsbett». В 1990-х годах на Бугенвиле (административно принадлежит Независимому Государству Папуа-Новая Гвинея ) произошел конфликт, островитяне перекрыли поставки нефти, из-за этой блокады кокосовое масло использовалось для заправки транспортных средств.
Академические исследования чистого растительного масла резко сократились в 1980-х годах из-за падения цен на нефть и повышения интереса к биодизелю как к варианту, не требующему серьёзной модификации транспортных средств.

## Использование
Из-за более высокой вязкости по сравнению с дизельным топливом и более низкого цетанового числа на обычных дизельных двигателях обычно необходимы меры по адаптации. Они заключаются, например, в нагреве топлива с целью снижения вязкости непосредственно перед его поступлением в систему впрыска. Эта технология уже известна по многотопливным двигателям .
Для растительного масла Р100, то есть ЧАС. химически неизменное растительное масло, DIN 51623 имеет определённые стандарты качества. DIN 51605 был создан для требований к качеству чистого рапсового масла (R100).

## Двигатели работающие на растительном масле
При использовании растительного масла выброс частиц сажи снижается примерно вдвое по сравнению с использованием дизельного топлива. Выбросы заметно увеличиваются только при холодном двигателе и недостаточном распылении в цилиндре. Выбросы твердых частиц меньше, чем при работе на дизеле. Примеси, вызванные серой и тяжелыми металлами, в значительной степени устраняются.
Только несколько старых двигателей могут без проблем работать на растительном масле. Обычно это форкамерные дизели. Важно качество инжекторного насоса. Но модификация этих двигателей также очень проста. Требуются следующие шаги преобразования:
- Установка теплообменника, например, для обогрева топливного фильтра охлаждающей водой.
- Топливопровод большего сечения
- Установка нового фильтра
- При зимней эксплуатации в растительное масло необходимо добавлять не менее 10 % зимнего дизельного топлива.

Стоимость переоборудования для самостоятельной установки составляет от 200 до 600 евро.
Специально разработанные двигатели, такие как двигатель Elsbett или другие многотопливные двигатели, не смогли зарекомендовать себя из-за более высокой стоимости.
Современные двигатели оснащены системой впрыска Common-Rail или ТНВД. Для этого были разработаны соответствующие модификации, сложные и (соответственно) дорогие. Но они безопасны и хорошо зарекомендовали себя. После модификации можно использовать растительное масло в качестве топлива в дополнение к стандартному дизельному топливу. Современная технология максимально компенсирует высокую вязкость зимой, а также отсутствие воспламеняемости. Для этого растительное масло пропускают через теплообменник и нагревают до 60°С. При холодном пуске это происходит электрически, при прогретом двигателе через охлаждающую воду. Производители сообщают о проблемах с запуском двигателя при температуре ниже −8 °C зимой. В этом случае предварительный нагрев и запуск займут немного больше времени. При зимней эксплуатации y топлива есть риск замерзнуть. Поскольку затвердевание топлива начинается в самой нижней части бака, где происходит утечка топлива, непрерывная подача топлива не может быть гарантирована. Поэтому при низких температурах целесообразно добавление дизельного топлива на минеральной основе («зимнее дизельное топливо»).
Преобразование может быть выполнено в систему с 1 или 2 резервуарами:
При однобаковой системе топливо для двигателя находится в одном баке, а при более низких температурах компоненты дизельного топлива при заправке смешиваются с растительным маслом. Полезные модификации включают в себя увеличенное сечение топливной магистрали, систему предварительного подогрева питательной магистрали, топливный фильтр и ТНВД . В зависимости от конструкции и тепловой среды двигателя требуются только некоторые меры.
При двухбаковой системе двигатель запускается и прогревается дизельным топливом из отдельного бака. Отработанное тепло, вырабатываемое дизельным двигателем, предварительно нагревает остальную часть системы. Затем он переключается на бак для растительного масла либо вручную, либо полностью автоматически. Во время фаз низкой нагрузки, например, на холостом ходу или в диапазоне частичной нагрузки, вместо этого следует использовать дизельное топливо. В диапазоне полной нагрузки можно использовать до 100 % растительного масла. Прежде чем останавливать двигатель на более длительный период времени, следует заблаговременно переключиться, чтобы при повторном запуске система впрыска снова заполнялась дизельным топливом.
При нынешнем уровне техники переоборудование наиболее целесообразно в основном для грузовых автомобилей, коммерческого транспорта и сельскохозяйственной техники, поскольку переоборудование окупается в течение нескольких месяцев из-за высокого удельного расхода этих транспортных средств.